# Natação no Campeonato Mundial de Esportes Aquáticos de 2013 - 100 m livre feminino
A prova dos 100 metros livre feminino da natação no Campeonato Mundial de Esportes Aquáticos de 2013 ocorreu nos dias 1 de agosto e 2 de agosto no Palau Sant Jordi  em Barcelona.

## Recordes
Antes desta competição, os recordes mundiais e do campeonato nesta prova eram os seguintes:
| Tipo                  | Atleta         | Tempo | Local | Data                |
| --------------------- | -------------- | ----- | ----- | ------------------- |
|                       | Britta Steffen | 52,07 | Roma  | 31 de julho de 2009 |
| Recorde do campeonato | Britta Steffen | 52,07 | Roma  | 31 de julho de 2009 |

## Medalhistas
| Ouro                | Prata                | Bronze                    |
| Cate Campbell (AUS) | Sarah Sjöström (SWE) | Ranomi Kromowidjojo (NED) |

## Resultados

### Eliminatórias
Esses foram os resultados das eliminatórias. 
| Pos. | Bateria | Raia | Nadadora                   | Nacionalidade  | Tempo | Notas |
| ---- | ------- | ---- | -------------------------- | -------------- | ----- | ----- |
| 1    | 8       | 4    | Cate Campbell              | Austrália      | 53.24 | Q     |
| 2    | 8       | 5    | Missy Franklin             | Estados Unidos | 53.36 | Q     |
| 3    | 8       | 3    | Sarah Sjöström             | Suécia         | 53.61 | Q     |
| 4    | 6       | 6    | Britta Steffen             | Alemanha       | 53.93 | Q     |
| 5    | 7       | 4    | Ranomi Kromowidjojo        | Países Baixos  | 54.12 | Q     |
| 6    | 6       | 4    | Tang Yi                    | China          | 54.21 | Q     |
| 6    | 7       | 6    | Femke Heemskerk            | Países Baixos  | 54.21 | Q     |
| 8    | 8       | 6    | Shannon Vreeland           | Estados Unidos | 54.25 | Q     |
| 9    | 6       | 3    | Arianna Vanderpool-Wallace | Bahamas        | 54.42 | Q     |
| 10   | 7       | 2    | Michelle Coleman           | Suécia         | 54.53 | Q     |
| 11   | 8       | 2    | Veronika Popova            | Rússia         | 54.53 | Q     |
| 12   | 7       | 3    | Bronte Campbell            | Austrália      | 54.67 | Q     |
| 13   | 7       | 5    | Camille Muffat             | França         | 54.84 | Q, WD |
| 14   | 6       | 7    | Pernille Blume             | Dinamarca      | 54.88 | Q     |
| 15   | 7       | 1    | Qiu Yuhan                  | China          | 54.93 | Q     |
| 16   | 5       | 2    | Karin Prinsloo             | África do Sul  | 55.05 | Q     |
| 17   | 7       | 8    | Evelyn Verrasztó           | Hungria        | 55.08 | Q     |
| 18   | 8       | 1    | Charlotte Bonnet           | França         | 55.15 |       |
| 19   | 6       | 1    | Victoria Poon              | Canadá         | 55.30 |       |
| 20   | 8       | 8    | Hanna-Maria Seppälä        | Finlândia      | 55.34 |       |

| Ver o restante da classificação | Ver o restante da classificação | Ver o restante da classificação | Ver o restante da classificação | Ver o restante da classificação | Ver o restante da classificação | Ver o restante da classificação |
| Pos.                            | Bateria                         | Raia                            | Nadadora                        | Nacionalidade                   | Tempo                           | Notas                           |
| ------------------------------- | ------------------------------- | ------------------------------- | ------------------------------- | ------------------------------- | ------------------------------- | ------------------------------- |
| 21                              | 6                               | 2                               | Amy Smith                       | Reino Unido                     | 55.40                           |                                 |
| 22                              | 8                               | 7                               | Daniela Schreiber               | Alemanha                        | 55.44                           |                                 |
| 23                              | 6                               | 8                               | Melanie Costa                   | Espanha                         | 55.51                           |                                 |
| 24                              | 6                               | 0                               | Erika Ferraioli                 | Itália                          | 55.54                           |                                 |
| 25                              | 5                               | 4                               | Kimberly Buys                   | Bélgica                         | 55.68                           | Recorde nacional                |
| 26                              | 7                               | 9                               | Liliana Ibáñez                  | México                          | 55.70                           | Recorde nacional                |
| 27                              | 7                               | 0                               | Rūta Meilutytė                  | Lituânia                        | 55.72                           |                                 |
| 28                              | 7                               | 7                               | Haruka Ueda                     | Japão                           | 55.78                           |                                 |
| 29                              | 5                               | 6                               | Samantha Lucie-Smith            | Nova Zelândia                   | 55.84                           |                                 |
| 30                              | 5                               | 5                               | Elmira Aigaliyeva               | Cazaquistão                     | 55.89                           |                                 |
| 31                              | 8                               | 9                               | Nina Rangelova                  | Bulgária                        | 55.95                           |                                 |
| 32                              | 5                               | 3                               | Julie Meynen                    | Luxemburgo                      | 56.16                           |                                 |
| 32                              | 8                               | 0                               | Alessandra Marchioro            | Brasil                          | 56.16                           |                                 |
| 34                              | 4                               | 4                               | Sycerika McMahon                | Irlanda                         | 56.19                           |                                 |
| 35                              | 4                               | 3                               | Jasmine Al-Khaldi               | Filipinas                       | 56.37                           |                                 |
| 36                              | 5                               | 8                               | Isabella Arcila                 | Colômbia                        | 56.62                           |                                 |
| 37                              | 5                               | 1                               | Miroslava Najdanovski           | Sérvia                          | 56.66                           |                                 |
| 38                              | 5                               | 7                               | Quah Ting Wen                   | Singapura                       | 56.70                           |                                 |
| 39                              | 5                               | 9                               | Farida Osman                    | Egito                           | 56.84                           |                                 |
| 40                              | 6                               | 9                               | Aksana Dziamidava               | Bielorrússia                    | 57.30                           |                                 |
| 41                              | 3                               | 2                               | Chinyere Pigot                  | Suriname                        | 57.34                           |                                 |
| 42                              | 4                               | 0                               | Elisbet Gamez                   | Cuba                            | 57.66                           |                                 |
| 43                              | 5                               | 0                               | Susann Bjørnsen                 | Noruega                         | 56.73                           |                                 |
| 44                              | 4                               | 6                               | Anastasia Bogdanovski           | Macedônia do Norte              | 57.78                           |                                 |
| 45                              | 4                               | 9                               | Yamilé Bahamonde                | Equador                         | 57.79                           |                                 |
| 46                              | 3                               | 7                               | Julimar Avila                   | Honduras                        | 57.92                           |                                 |
| 47                              | 3                               | 4                               | Bayan Jumah                     | Síria                           | 58.13                           |                                 |
| 48                              | 4                               | 7                               | Pamela Benitez                  | El Salvador                     | 58.16                           |                                 |
| 49                              | 4                               | 8                               | Karen Torrez                    | Bolívia                         | 58.27                           |                                 |
| 50                              | 4                               | 2                               | Benjaporn Sriphanomithorn       | Tailândia                       | 58.33                           |                                 |
| 51                              | 4                               | 5                               | Sabina Dostálová                | Chéquia                         | 58.39                           |                                 |
| 52                              | 4                               | 1                               | Karen Riveros                   | Paraguai                        | 58.44                           |                                 |
| 53                              | 3                               | 5                               | Allyson Ponson                  | Aruba                           | 58.61                           |                                 |
| 54                              | 1                               | 6                               | Heather Arseth                  | Ilhas Maurícias                 | 58.73                           |                                 |
| 55                              | 3                               | 3                               | Monika Vasilyan                 | Armênia                         | 59.08                           |                                 |
| 56                              | 3                               | 6                               | Sylvia Brunlehner               | Quênia                          | 59.18                           |                                 |
| 57                              | 3                               | 9                               | Rebecca Heyliger                | Bermudas                        | 59.50                           |                                 |
| 58                              | 3                               | 8                               | Ana Nobrega                     | Angola                          | 1:00.15                         |                                 |
| 59                              | 3                               | 1                               | Mónica Ramírez                  | Andorra                         | 1:00.98                         |                                 |
| 60                              | 3                               | 0                               | Jamila Lunkuse                  | Uganda                          | 1:01.25                         |                                 |
| 61                              | 1                               | 3                               | Sabine Hazboun                  | Palestina                       | 1:02.86                         |                                 |
| 62                              | 2                               | 3                               | Tiara Shahril                   | Brunei                          | 1:02.88                         |                                 |
| 63                              | 2                               | 5                               | Sameera Al-Bitar                | Bahrein                         | 1:05.32                         |                                 |
| 64                              | 2                               | 4                               | Britany van Lange               | Guiana                          | 1:05.56                         |                                 |
| 65                              | 2                               | 6                               | Merjen Saryyeva                 | Turquemenistão                  | 1:05.96                         |                                 |
| 66                              | 2                               | 7                               | Charissa Panuve                 | Tonga                           | 1:07.10                         |                                 |
| 67                              | 2                               | 2                               | Rachel Wall                     | Antígua e Barbuda               | 1:08.43                         |                                 |
| 68                              | 2                               | 1                               | Dirngulbai Misech               | Palau                           | 1:09.46                         |                                 |
| 69                              | 2                               | 8                               | Shreya Dhital                   | Nepal                           | 1:11.12                         |                                 |
| 70                              | 1                               | 4                               | Karina Klimyk                   | Tajiquistão                     | 1:15.45                         |                                 |
| 71                              | 2                               | 9                               | Elsie Uwamahoro                 | Burundi                         | 1:16.63                         |                                 |
| 72                              | 2                               | 0                               | Vivie Geneva Chamberlain        | Laos                            | 1:17.75                         |                                 |
| 73                              | 1                               | 5                               | Nazlati Mohamed Andhumdine      | Comores                         | 1:33.88                         |                                 |
| 74                              | 6                               | 5                               | Jeanette Ottesen                | Dinamarca                       | 99.99                           | DNS                             |

### Semifinal
Esses foram os resultados das semifinais.
Semifinal 1
| Pos. | Raia | Nadadora         | Nacionalidade  | Tempo | Notas |
| ---- | ---- | ---------------- | -------------- | ----- | ----- |
| 1    | 4    | Missy Franklin   | Estados Unidos | 53.78 | Q     |
| 2    | 5    | Britta Steffen   | Alemanha       | 53.85 | Q     |
| 3    | 6    | Shannon Vreeland | Estados Unidos | 53.99 | Q     |
| 4    | 3    | Tang Yi          | China          | 54.09 | Q     |
| 5    | 7    | Bronte Campbell  | Austrália      | 54.46 |       |
| 6    | 2    | Michelle Coleman | Suécia         | 54.62 |       |
| 7    | 8    | Evelyn Verrasztó | Hungria        | 55.32 |       |
| 8    | 1    | Qiu Yuhan        | China          | 55.61 |       |

Semifinal 2
| Pos. | Raia | Nadadora                   | Nacionalidade | Tempo | Notas |
| ---- | ---- | -------------------------- | ------------- | ----- | ----- |
| 1    | 5    | Sarah Sjöström             | Suécia        | 52.87 | Q,    |
| 2    | 4    | Cate Campbell              | Austrália     | 53.09 | Q     |
| 3    | 3    | Ranomi Kromowidjojo        | Países Baixos | 53.29 | Q     |
| 4    | 6    | Femke Heemskerk            | Países Baixos | 53.68 | Q     |
| 5    | 7    | Veronika Popova            | Rússia        | 54.15 |       |
| 6    | 2    | Arianna Vanderpool-Wallace | Bahamas       | 54.44 |       |
| 7    | 1    | Pernille Blume             | Dinamarca     | 54.68 |       |
| 8    | 8    | Karin Prinsloo             | África do Sul | 55.00 |       |

### Final
Esse foi o resultado da final. 
| Pos.              | Raia | Nadadora            | Nacionalidade  | Tempo | Notas |
| ----------------- | ---- | ------------------- | -------------- | ----- | ----- |
| Medalha de ouro   | 5    | Cate Campbell       | Austrália      | 52.34 |       |
| Medalha de prata  | 4    | Sarah Sjöström      | Suécia         | 52.89 |       |
| Medalha de bronze | 3    | Ranomi Kromowidjojo | Países Baixos  | 53.42 |       |
| 4                 | 2    | Missy Franklin      | Estados Unidos | 53.47 |       |
| 5                 | 6    | Femke Heemskerk     | Países Baixos  | 53.67 |       |
| 6                 | 7    | Britta Steffen      | Alemanha       | 53.75 |       |
| 7                 | 8    | Tang Yi             | China          | 54.27 |       |
| 8                 | 1    | Shannon Vreeland    | Estados Unidos | 54.49 |       |

Legenda
| Recorde mundial       | Recorde mundial (World record)               |                       | Recorde africano                      | Recorde africano (African) |                                           | Q | Classificado por posição (Qualified) |
| Recorde do campeonato | Recorde do campeonato (Championship record)  | Recorde da América    | Recorde da América (Americas)         | q                          | Classificado por melhor tempo (Qualified) |   |                                      |
| Melhor marca do ano   | Melhor marca do ano (World leading)          | Recorde asiático      | Recorde asiático (Asian)              | DNS                        | Não largou (Did not start)                |   |                                      |
| Recorde nacional      | Recorde nacional (National record)           | Recorde europeu       | Recorde europeu (European)            | DNF                        | Não terminou (Did not finish)             |   |                                      |
| Recorde pessoal       | Recorde pessoal do atleta (Personal best)    | Recorde da Oceania    | Recorde da Oceania (Oceania)          | DSQ / DQ                   | Desclassificado (Disqualified)            |   |                                      |
| Recorde da temporada  | Recorde da temporada do atleta (Season best) | Recorde sul-americano | Recorde sul-americano (South America) | NM                         | Sem marca (No mark)                       |   |                                      |